# Лешно (Підкарпатське воєводство)
Лешно (пол. Leszno, до 1977, та між 4-12.1981 — Поздяч) — село в Польщі, у гміні Медика Перемишльського повіту Підкарпатського воєводства, відноситься до історичного регіону Надсяння, до операції Вісла мало український етнічний склад, зараз майже цілком спольщене.
Населення — 656 осіб (2011).

## Історія
Село відомо під назвою Поздяч з кінця XVI століття, тоді ж у селі виникла парафія греко-католицької церкви. У 1914 році частину селян, що співчували москвофільству було заарештовано та відправлено у Талергоф. Між двома світовими війнами село зберігало свій етнічний характер, але 28 квітня 1947 року 677 його мешканців було примусово відселено на захід Польщі у ході операції «Вісла», а село було заселено етнічними поляками, переселеними зі східної Галичини. Частина виселених поздячців повернулася до села після 1956 року. У 1977 році село отримало назву «Лешно».
У 1975-1998 роках село належало до Перемишльського воєводства.

Дерев'яна церква у Поздячі, колись греко-католицька, зараз використовується римо-католиками

Пам'ятний знак на честь жертв Талергофу, Лешно

## Пам'ятки
У селі розташована дерев'яна церков, яка відноситься до так званого «шляху дерев'яної архітектури», характерної для Прикарпаття. Її останнім греко-католицьким парохом був Йосиф Преторіус, у 1946 році церков було змінено на римо-католицький костел, хоча у 2000-ні роки у ньому знов почали проводитися також греко-католицькі служби. Крім того у селі знаходиться пам'ятний знак жертвам Талергофу та старовинне кладовище, на якому зберігається багато могил з написами староукраїнською мовою, а також гробівець радянського вояка часів Другої світової війни.

## Відомі люди
- Матейко Катерина Іванівна

## Демографія
Демографічна структура станом на 31 березня 2011 року:
|          | Загалом | Допрацездатний вік | Працездатний вік | Постпрацездатний вік |
| -------- | ------- | ------------------ | ---------------- | -------------------- |
| Чоловіки | 335     | 88                 | 220              | 27                   |
| Жінки    | 321     | 63                 | 203              | 55                   |
| Разом    | 656     | 151                | 423              | 82                   |